# Clemente del Pezzo
Clemento del Pezzo (Napoli, ... – Castellammare di Stabia, novembre 1653) è stato un vescovo cattolico italiano.

## Biografia
Nato a Napoli dalla nobile famiglia del Pezzo, fratello minore di Girolamo, I principe di San Pio, Clemente si trasferì a Milano e lì, il 23 novembre 1615, entrò nell'ordine dei chierici regolari teatini. Diventò membro della cerchia ristretta di collaboratori di Ramiro Felipe Núñez de Guzmán, viceré di Napoli, e per suo conto svolse diversi incarichi, tra cui diverse missioni presso la corte del Sacro Romano Impero.
Il 19 febbraio 1644 fu eletto da papa Urbano VIII vescovo titolare di Porfireone, titolo che mantenne fino al 17 dicembre 1646, quando diventò vescovo dell'Aquila su nomina di Filippo IV di Spagna e approvazione di papa Innocenzo X. Il 27 novembre 1651 fu invece nominato vescovo di Castellammare di Stabia e ricoprì l'incarico fino alla morte, avvenuta nella seconda metà di novembre del 1653; i suoi funerali si tennero presso la cattedrale di Santissima Maria Assunta e San Catello, ma il suo corpo fu poi tumulato in un mausoleo nella cappella di famiglia nella chiesa di Santa Maria della Vittoria a Napoli.